# 肉豆蔻酸
肉豆蔻酸（Myristic acid），又称为十四（烷）酸，是一种饱和脂肪酸。它的分子式是C13H27COOH，简写为C14H28O2。

## 化学性质
肉豆蔻酸具有和其他羧酸相似的化学性质，比如可以和氢氧化钠反应：
{\displaystyle \mathrm {C_{13}H_{27}COOH+\ NaOH\longrightarrow \ C_{13}H_{27}COONa+\ H_{2}O} }
肉豆蔻酸对眼睛、皮肤有刺激性。